# Rauville-la-Place
Rauville-la-Place – miejscowość i gmina we Francji, w regionie Normandia, w departamencie Manche.
Według danych na rok 1990 gminę zamieszkiwało 418 osób, a gęstość zaludnienia wynosiła 35 osób/km² (wśród 1815 gmin Dolnej Normandii Rauville-la-Place plasuje się na 495. miejscu pod względem liczby ludności, natomiast pod względem powierzchni na miejscu 389.).